# Mighty Morphin Alien Rangers
Mighty Morphin Alien Rangers là một mini series của loạt phim Power Rangers, được sản xuất và phát hành vào cuối mùa thứ ba của Mighty Morphin Power Rangers. Phần phim ngắn này được chuyển thể và lấy trang phục, đạo cụ từ phần Super Sentai thứ 18, Ninja Sentai Kakuranger. Trong các cảnh chiến đấu (và trong phần mở đầu chương trình), một phiên bản thay thế của bài hát chủ đề MMPR đã được phát, đó là "Go Go Alien Rangers" thay vì "Go Go Power Rangers", mặc dù tập đầu tiên "Alien Rangers of Aquitar" vẫn sử dụng bài hát "Go Go Power Rangers".

## Nội dung

Năm chiến binh Alien Rangers

Chọn nơi mà đội Power Rangers rời đi, Master Vile đã sử dụng Quả cầu Doom để đảo ngược tuổi của mọi người trên Trái đất, bao gồm cả Power Rangers, biến họ thành trẻ em. Tuy nhiên, không giống như lần trước, các Rangers vẫn giữ lại được ký ức nhờ vào Ninja Power Coins. Thật không may, họ không thể biến hình và chiến đấu; Zordon chiêu mộ Alien Rangers of Aquitar và nhờ họ giúp đỡ. Kế hoạch của Master Vile bị thất bại và rời đi, nhưng Lord Zedd và Rita Repulsa vẫn ở lại và có ý định chinh phục Trái đất.
Cuối cùng, Zedd và Rita đã thành công trong việc triệu tập kẻ thù của Aquiti Rangers, Hydro-Hog. Sau rất nhiều khó khăn, Biệt đội Aquiti đã tiêu diệt hắn. Trong khi đó, Aisha Campbell mua lại tinh thể phụ cuối cùng ở Châu Phi. Tuy nhiên, cô chọn ở lại để đổi lấy viên pha lê phụ và người bạn mới Tanya Sloan thay thế cô. Khi Zeo Crystal được kết hợp lại trong một cỗ máy do Billy nghĩ ra, Trái đất được khôi phục lại bình thường. Các thiếu niên Rangers cảm ơn và chia tay đồng minh của họva  trở về Aquitar. Tuy nhiên, Goldar và Rito Revolto đã đánh cắp Zeo Crystal ra khỏi Trung tâm chỉ huy và quả bom phát nổ ngay sau đó. Biệt đội được dịch chuyển đến nơi an toàn ngay trước khi Trung tâm chỉ huy bị phá hủy.

## Nhân vật

### Aquitian Rangers
- Aurico Red Aquiti Ranger, được đóng bởi David Bacon.
- Cestro Blue Aquitian Ranger, được đóng bởi Karim Prince.
- Tideus Yellow Aquitian Ranger, được đóng bởi Jim Gray.
- Corcus Black Aquitian Ranger, đóng bởi Alan Palmer.
- Delphine White Aquitian Ranger, đội trưởng của Alien Rangers. Được đóng bởi Rajia Baroudi.

### Đồng minh
- Billy Cranston
- Thomas "Tommy" Oliver
- Rocky DeSantos
- Aisha Campbell
- Adam Park
- Katherine "Kat" Hillard
- Tanya Sloan
- Zordon
- Alpha 5
- Farkus "Bulk" Bulkmeier
- Eugene "Skull" Skullovitch

### Phản diện
- Master Vile
- Rita Repulsa
- Lord Zedd
- Goldar
- Rito Revolto
- Squatt
- Baboo
- Finster
- Hydro Hog

### Zords
- Battle Borgs
- Shogunzords

## Tập phim
| TT. tổng thể | TT. trong mùa phim | Tiêu đề                             | Đạo diễn         | Biên kịch                        | Ngày phát hành gốc  | Mã sản xuất |
| ------------ | ------------------ | ----------------------------------- | ---------------- | -------------------------------- | ------------------- | ----------- |
| 146          | 1                  | "Alien Rangers of Aquitar, Part I"  | Vickie Bronaugh  | Shuki Levy & Shell Danielson     | 5 tháng 2 năm 1996  | 334         |
| 147          | 2                  | "Alien Rangers of Aquitar, Part II" | Vickie Bronaugh  | Shuki Levy & Shell Danielson     | 6 tháng 2 năm 1996  | 335         |
| 148          | 3                  | "Climb Every Fountain"              | Larry Litton     | Douglas Sloan                    | 7 tháng 2 năm 1996  | 336         |
| 149          | 4                  | "The Alien Trap"                    | Larry Litton     | Stewart St. John                 | 8 tháng 2 năm 1996  | 337         |
| 150          | 5                  | "Attack of the 60' Bulk"            | Paul Schrier     | Gilles Wheeler                   | 10 tháng 2 năm 1996 | 338         |
| 151          | 6                  | "Water You Thinking?"               | Paul Schrier     | Jackie Marchand                  | 12 tháng 2 năm 1996 | 339         |
| 152          | 7                  | "Along Came a Spider"               | Robert Radler    | Buzz Alden & Charlotte Fullerton | 13 tháng 2 năm 1996 | 340         |
| 153          | 8                  | "Sowing the Seas of Evil"           | Robert Radler    | Stewart St. John                 | 14 tháng 2 năm 1996 | 341         |
| 154          | 9                  | "Hogday Afternoon, Part I"          | Isaac Florentine | Shuki Levy & Shell Danielson     | 15 tháng 2 năm 1996 | 342         |
| 155          | 10                 | "Hogday Afternoon, Part II"         | Isaac Florentine | Shuki Levy & Shell Danielson     | 17 tháng 2 năm 1996 | 343         |

## Phát hành
Mighty Morphin Power Rangers: full DVD Shout! phát hành vào ngày 11 tháng 7 năm 2012 (thông qua San Diego Comic-Con), ngày 13 tháng 8 năm 2012 (thông qua Live time), và ngày 20 tháng 11 năm 2012 (tại bán lẻ rộng). Tất cả 10 tập phim Alien Rangers đều được giới thiệu trên đĩa thứ năm được bao gồm trong hộp DVD Mighty Morphin Power Rangers Season 3 của bộ box nói trên, đánh dấu bộ phim là phần 3.5. Vào ngày 7 tháng 8 năm 2018, một phiên bản mới của boxset được phát hành có Steelbook "Kỷ niệm 25 năm" và bao gồm Mighty Morphin Power Rangers: The Movie on Blu-ray (phần còn lại của bộ phim vẫn là DVD).
Vào ngày 24 tháng 9 năm 2013, sê-ri Mighty Morphin Alien Rangers hoàn chỉnh đã được phát hành riêng lẻ trên DVD.
Phần phim này sau đó cũng được bao gồm trong bộ box Power Rangers: Legacy phiên bản giới hạn 20 mùa phát hành vào ngày 2 tháng 1 năm 2014.